# Sun Yang
Sun Yang (xinès simplificat: 孙杨; xinès tradicional: 孫楊; pinyin: Sūn Yáng) (Hangzhou, República Popular de la Xina 1991) va ser un nedador xinès, especialitzat en proves de fons i mig-fons en estil lliure. Sun va ser un dels triomfadors de Londres 2012 amb quatre medalles olímpiques.

## Biografia
Va néixer l'1 de desembre de 1991 a la ciutat de Hangzhou, població situada a la província de Zhejiang (República Popular de la Xina).

## Carrera esportiva
Especialista en crol, va participar, als 16 anys, en els Jocs Olímpics d'Estiu de 2008 realitzats a Pequín (República Popular de la Xina), on va finalitzar vuitè en la prova dels 1.500 metres lliures, guanyant així un diploma olímpic, desè en els relleus 4x200 metres lliures i vint-i-vuitè en els 400 metres lliures.
En els Jocs Olímpics d'Estiu de 2012 celebrats a Londres (Regne Unit) aconseguí guanyar la medalla d'or en les proves dels 400 metres lliures i 1500 metres, un fet que no passava des dels Jocs de 1980 realitzats a Moscou (Unió Soviètica) per part de Vladímir Sàlnikov. En aquests Jocs també guanyà la medalla de plata en la prova dels 200 metres lliures i la medalla de bronze en els relleus 4x200 metres lliure.
Al llarg de la seva carrera ha guanyat cinc medalles en el Campionat del Món de natació, dues d'elles d'or; i quatre medalles en els Jocs Asiàtics, dues d'elles també d'or.
El 28 de febrer de 2020 el tribunal Arbitral d'esports (TAS) va suspendre a Sun Yang durant 8 anys de qualsevol competicio

### Millors registres
A Agost 2016
| Prova          | Temps    | Seu       | Data                  | Notes                                       |
| -------------- | -------- | --------- | --------------------- | ------------------------------------------- |
| 100 m lliures  | 48.94    | Shengyang | 8 de setembre de 2013 | rècord de la Xina                           |
| 200 m lliures  | 1:44.47  | Shengyang | 7 de setembre de 2013 | rècord asiàtic i nacional                   |
| 400 m lliures  | 3:40.14  | Londres   | 28 de juliol de 2012  | rècord olímpic, asiàtic i nacional          |
| 800 m lliures  | 7:38.57  | Xangai    | 27 de juliol de 2011  |                                             |
| 1500 m lliures | 14:31.02 | Londres   | 4 d'agost de 2012     | rècord del món, olímipc, asiàtic i nacional |